# マイケル・シュリーヴ

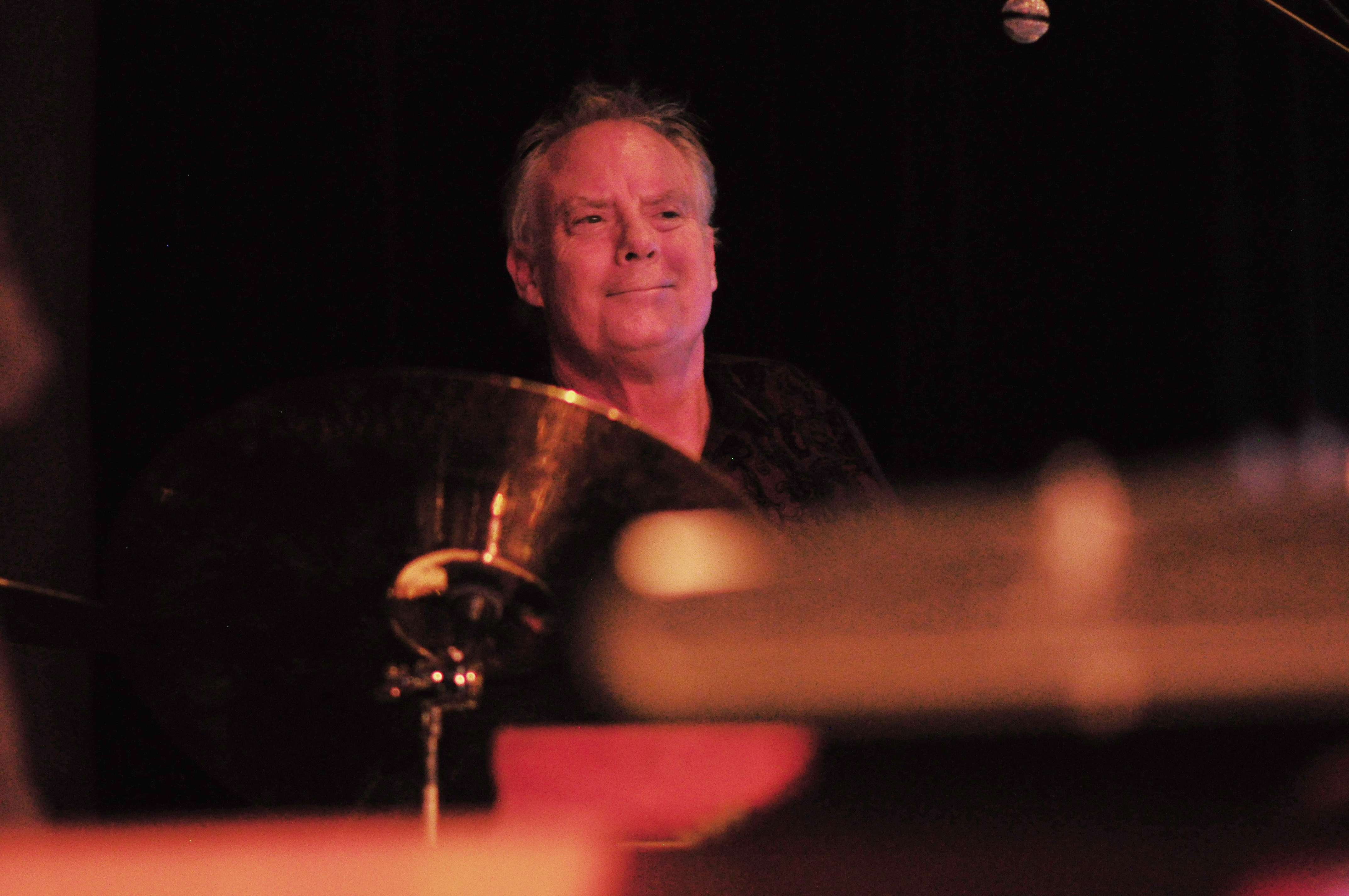
演奏するシュリーヴ（2016年）

マイケル・シュリーヴ（Michael Shrieve、1949年7月6日 - ）は、アメリカ合衆国のドラマー、パーカッショニスト、作曲家。ロック・バンド、サンタナのドラマーとして最もよく知られており、1969年から1974年にかけてバンドの最初の7枚のアルバムで演奏した。
シュリーヴは20歳の時にサンタナのメンバーとしてウッドストック・フェスティバルで演奏し、出演したミュージシャンの中で2番目に若かった。映画『ウッドストック/愛と平和と音楽の三日間』における「Soul Sacrifice」での彼のドラム・ソロは「電撃的」と表現されているが、彼自身は1970年のタングルウッドにおける「Soul Sacrifice」でのドラム・ソロの方が優れていると考えている。

## 略歴
シュリーヴの最初のフルタイム・バンドはグラス・メナジェリー (Glass Menagerie)と呼ばれた。その後彼は、R&Bクラブのハウス・バンドで経験を積み、B.B.キングやエタ・ジェイムズなどのツアー・ミュージシャンを務めた。16歳の時、フィルモア・オーディトリアムでジャム・セッションを行い、そこでサンタナのマネージャーであるスタン・マーカムの注目を集めた。19歳の時、レコーディング・スタジオでサンタナとジャム・セッションを行い、その日のうちに参加するよう招かれた。
1969年8月16日、サンタナはシュリーヴの20歳の誕生日の直後、そしてファースト・アルバム『サンタナ』 (1969年) の発表前に、ウッドストック・フェスティバルに出演した。シュリーヴはサンタナに『天の守護神』（1970年）、『サンタナIII』（1971年）、『キャラバンサライ』（1972年）、『ウェルカム』（1973年）、『不死蝶』（1974年）、『ロータスの伝説』（1974年）まで在籍した。『キャラバンサライ』では共同での4曲を作曲し、アルバムの共同プロデュースも行なった。
シュリーヴはサンタナを脱退してソロ・プロジェクトを追求するようになった。ロンドンに移り、ギタリストのパット・スロール、ベーシストのドニ・ハーヴェイ、キーボーディストのトッド・コクラン (バイエテと名乗る) と共アルバム『オートマチック・マン』（1976年）をレコーディングした。ロンドンにいる間、ツトム・ヤマシタ、スティーヴ・ウィンウッド、アル・ディ・メオラ、クラウス・シュルツェとフュージョン・スーパーグループのゴーを結成し、2枚のスタジオ・アルバム『ゴー』（1976年）と『ゴー・トゥー』（1977年）と、ライブ・アルバム『ゴー・ライヴ』（1976年）をリリースした。
1983年にサミー・ヘイガー、ニール・ショーン、ケニー・アーロンソンとHSASを結成した。その後、元スーパートランプのロジャー・ホジソンの最初のソロ・アルバム『愛なき嵐にむかって』で演奏した。
1979年から1984年まで、ドラマーのクラウス・シュルツェのサイド・プロジェクトであるリヒャルト・ヴァーンフリートでパーカッショニストとして共演し、1984年にシュルツェが電子作曲家に転身して最初に電子音楽で携わった「ソロ」アルバムである『Transfer Station Blue』を一緒にレコーディングした。
ローリング・ストーンズの1980年のアルバム『エモーショナル・レスキュー』でパーカッションを演奏したことでも知られた。1984年にはミック・ジャガーのアルバム『シーズ・ザ・ボス』で演奏した。彼がニューヨークのパワー・ステーションでジャガー、ナイル・ロジャースとアルバムのミキシングを行っていたとき、ジャコ・パストリアスが彼を階下のレコーディング・セッションに招待した。この録音は未発表のままである。
1997年、元サンタナのニール・ショーン、グレッグ・ローリー、ホセ・チェピート・アレアス、アルフォンソ・ジョンソン、マイケル・カラベロらと共に『アブラクサス・プール』をレコーディングした。
彼はデヴィッド・ビール、アンディ・サマーズ、スティーヴ・ローチ、ヨナス・エルボーグ、バケットヘッド、ダグラス・セプテンバー、フレディ・ハバードなどとも共演している。またトッド・ラングレンによるジル・ソビュールのアルバムでセッション・プレーヤーを務めている。
2004年、Revolution Voidのアルバム『Increase the Dosage』の収録曲「The Modern Divide」に参加した。このアルバムは、クリエイティブ・コモンズのライセンス下でリリースされた。
2010年4月現在、ワシントン州シアトルに住み、ダニー・ゴディネス、ジョー・ドリア、レイモンド・ラーセン、ファルコ・ドスモフと共にフュージョン・ジャズ・グループ、スペルバインダー (Spellbinder）で演奏している。
彼は現在、DW・コレクターズ・シリーズ・ドラムセットを演奏しており、最近、イスタンブール・アゴップ・シンバルのファミリーに加わった。映画『ウッドストック/愛と平和と音楽の三日間』で見られるように、過去にはカムコ、プレミア、そして最も有名なルートヴィヒのセットを含む、様々なドラムセットを演奏してきた。またセイビアンの長年のユーザーになる前に、初期の頃はジルジャン、後にパイステという両メーカーのシンバルを使用した。
いくつかの映画音楽を作曲しており、特にポール・マザースキーの『テンペスト』（1981年）と『アポロ13』が有名である 。

## 受賞歴
1998年、サンタナの元メンバーとしてロックの殿堂入りを果たした。
2011年3月、『ローリング・ストーン』誌の読者は、彼を史上最高のドラマーで10位に選んだ。

## ディスコグラフィ

### リーダー・アルバム
- All Our Steps... (1983年、Day Eight Music) ※with マイケル・J・スミス、ヨナス・エルボーグ
- In Suspect Terrain (1984年、Day Eight Music)
- Transfer Station Blue (1984年、Fortuna) ※with ケヴィン・シュリーヴ、クラウス・シュルツェ
- The Bedroom Window (Original Motion Picture Soundtrack) (1986年、Varèse Sarabande) ※with パトリック・グリーソン
- The Big Picture (1988年、Fortuna) ※with デヴィッド・ビール
- The Leaving Time (1988年、Novus, RCA) ※with スティーヴ・ローチ
- 『スティレット』 - Stiletto (1989年、Novus, RCA, BMG Music)
- 『ファシネーション』 - Fascination (1994年、CMP) ※with ビル・フリゼール、ウェイン・ホーヴィッツ
- Two Doors (1995年、CMP) ※Door 1 with ヨナス・エルボーグ、ショーン・レイン、Door 2 with ビル・フリゼール、ウェイン・ホーヴィッツ
- Spellbinder Live At Tost (2008年、Colorburst Soundfield) ※スペルバインダー名義
- Drums On Fire (2015年、Times Music) ※with トリロク・グルトゥ、チャド・ワッカーマン
- Michael Shrieve's Spellbinder (2016年) ※スペルバインダー名義

### サンタナ
- 『サンタナ』 - Santana (1969年)
- 『天の守護神』 - Abraxas (1970年)
- 『サンタナIII』 - Santana III (1971年)
- 『キャラバンサライ』 - Caravanserai (1972年)
- 『魂の兄弟たち』 - Love, Devotion and Surrender (1973年) ※カルロス・サンタナ & ジョン・マクラフリン名義
- 『ウェルカム』 - Welcome (1973年)
- 『不死蝶』 - Borboletta (1974年)
- 『ロータスの伝説』 - Lotus (1974年) ※ライブ
- 『サンタナIV』 - Santana IV (2016年)

### オートマチック・マン
- 『オートマチック・マン』 - Automatic Man (1976年)

### ゴー（ツトム・ヤマシタ）
- 『ゴー』 - Go (1976年)
- 『ゴー・ライヴ』 - Go Live From Paris (1976年)
- 『ゴー・トゥー』 - Go Too (1977年)

### ノボ・コンボ
- 『ウィー・ニード・ラヴ』 - Novo Combo (1981年、Polydor)
- 『アニメイション・ジェネレイション』 - Animation Generation (1982年、Polydor)

### HSAS（ヘイガー、ショーン、アーロンソン、シュリーヴ）
- 『炎の饗宴』 - Through the Fire (1984年、Geffen) ※with サミー・ヘイガー、ニール・ショーン、ケニー・アーロンソン

### アブラクサス・プール
- 『アブラクサス・プール』 - Abraxas Pool (1997年、Intercord)

### 参加アルバム
- デヴィッド・クロスビー : 『イフ・アイ・クッド・オンリー・リメンバー・マイ・ネーム』 - If I Could Only Remember My Name (1971年) ※1曲のみ参加
- リヒャルト・ヴァーンフリート : Time Actor (1979年)
- パット・トラヴァース : 『クラッシュ・アンド・バーン』 - Crash and Burn (1980年)
- クラウス・シュルツェ : 『トランスファー』 - Trancefer (1981年)
- リヒャルト・ヴァーンフリート : 『トーンヴェレ - ヴァーンフリードの記録』 - Tonwelle (1981年)
- クラウス・シュルツェ : 『オーデンティティー』 - Audentity (1983年)
- リヒャルト・ヴァーンフリート : Megatone (1984年)
- ロジャー・ホジソン : 『愛なき嵐にむかって』 - In the Eye of the Storm (1984年)
- フレディ・ハバード : Times Are Changing (1989年)
- ヨナス・エルボーグ : 『オクターヴ・オブ・ザ・ホーリー・イノセンツ』 - Octave of the Holy Innocents (1993年) ※with バケットヘッド
- Revolution Void : Increase the Dosage (2004年) ※1曲のみ参加
- アモン・トビン : Oracle (2005年) ※iTunes限定

### プロデュース・アルバム
- Douglas September : Ten Bulls (1998年) ※プロデューサー
- AriSawkaDoria : Chapter One (2007年) ※共同プロデューサー
- Sam Shrieve : "Bittersweet Lullabies" (2009年) ※プロデューサー

## フィルモグラフィ
- ドキュメンタリー映画『ローリング・ストーンズ・イン・ギミー・シェルター』(1970年)  - オルタモント・フリーコンサートの会場で、グレイトフル・デッドのジェリー・ガルシアとフィル・レッシュと、ヘルズ・エンジェルスの暴力沙汰[注釈 2]について短い会話を交わす。
- ドキュメンタリー映画『ウッドストック/愛と平和と音楽の三日間』（1970年） - サンタナの「Soul Sacrifice」でドラム・ソロを披露。